# Tibia insulaechorab
Tibia insulaechorab is een in zee levende slakkensoort die behoort tot de familie Strombidae en het geslacht Tibia.

## Voorkomen en verspreiding
Dit is een herbivore soort die leeft in ondiep warm water op zandgronden en in zeegrasvelden. Tibia insulaechorab komt algemeen voor aan de zuidkust van Azië, vanaf de Maldiven en Sri Lanka tot in de Rode Zee en de Perzische Golf (westelijke Indopacifische faunaprovincie).
De schelp kan tot 200 mm lang worden.